# Mario Scrivano (calciatore)
Tommaso Mario Scrivano (Casale Monferrato, 29 aprile 1892 – Casale Monferrato, 5 novembre 1970) è stato un calciatore italiano, di ruolo difensore.

## Caratteristiche tecniche
Giocava come difensore, solitamente come terzino sinistro, affiancando Attilio Maggiani.

## Carriera

### Club
Giocatore del Casale fin dalla sua fondazione, Scrivano giocò la prima gara della storia della società, contro il Torino seconda squadra il 24 aprile 1910. Il Casale vinse quella partita 3-2, e si aggiudicò il titolo di Terza Categoria piemontese. Scrivano rimase in squadra anche per la Seconda Categoria 1910-1911 e giocò tutte e 4 le partite disputate dal Casale. Esordì dunque in Prima Divisione il 24 settembre 1911 contro il Racing Libertas Club: al suo primo campionato in massima serie giocò 20 partite. Giocò, e vinse, la Prima Categoria 1913-1914, scendendo in campo e tutte e 29 le gare del Casale. Dopo un ulteriore torneo nel 1914-1915 lasciò il Casale, e vi fece ritorno nel dopoguerra, giocando due incontri nel 1919-1920.

## Statistiche

### Presenze e reti nei club
| Stagione        | Squadra         | Campionato      | Campionato | Campionato | Totale   | Totale |
| Stagione        | Squadra         | Comp            | Presenze   | Reti       | Presenze | Reti   |
| --------------- | --------------- | --------------- | ---------- | ---------- | -------- | ------ |
| 1910            | Casale          | TC              | 1          | 0          | 1        | 0      |
| 1911            | Casale          | SC              | 4          | 0          | 4        | 0      |
| 1911-1912       | Casale          | PC              | 20         | 0          | 20       | 0      |
| 1912-1913       | Casale          | PC              | 18         | 0          | 18       | 0      |
| 1913-1914       | Casale          | PC              | 29         | 0          | 29       | 0      |
| 1914-1915       | Casale          | PC              | 13         | 0          | 13       | 0      |
| Totale Casale   | Totale Casale   | Totale Casale   | 85         | 0          | 85       | 0      |
| 1919-1920       | Casale          | PC              | 2          | 0          | 2        | 0      |
| Totale Casale   | Totale Casale   | Totale Casale   | 2          | 0          | 2        | 0      |
| Totale carriera | Totale carriera | Totale carriera | 87         | 0          | 87       | 0      |

## Palmarès

### Club

#### Competizioni nazionali
- Terza Categoria: 1

Casale: 1909-1910
- Campionato italiano: 1

Casale: 1913-1914